# 水素ハイウェイ
水素ハイウェイ（すいそハイウェイ）とは、水素を燃料とする自動車を対象とした水素ステーションを沿線に備えた高速道路。

## 概要
燃料電池自動車のような水素燃料を使用する自動車が普及するためには燃料の補給拠点が鍵になり、水素エネルギー社会の実現には不可欠で、各国で整備が進められる。

## カナダ
この種の取り組みとしては最も早い時期で2004年にバンクーバーとウィスラーの間に水素ハイウェイを整備する計画を発表した。

## 日本
各地で実証試験が進められている。
また、豊通エア・リキードハイドロジェンエナジー株式会社が運営する豊田インターチェンジ水素ステーション（愛知県豊田市深田町1丁目69-3）が2015年2月より営業稼働をしている。

## アメリカ
2004年にアーノルド・シュワルツェネッガー知事が2010年までにカリフォルニア州全域に150から200ヶ所の水素ステーションを設置する事を目的とした計画を発表した。またアメリカの連邦会計監査院は2008年2月11日に、水素エネルギーの実用化にむけた報告書を公開した。